# Matthias Ehrenfried

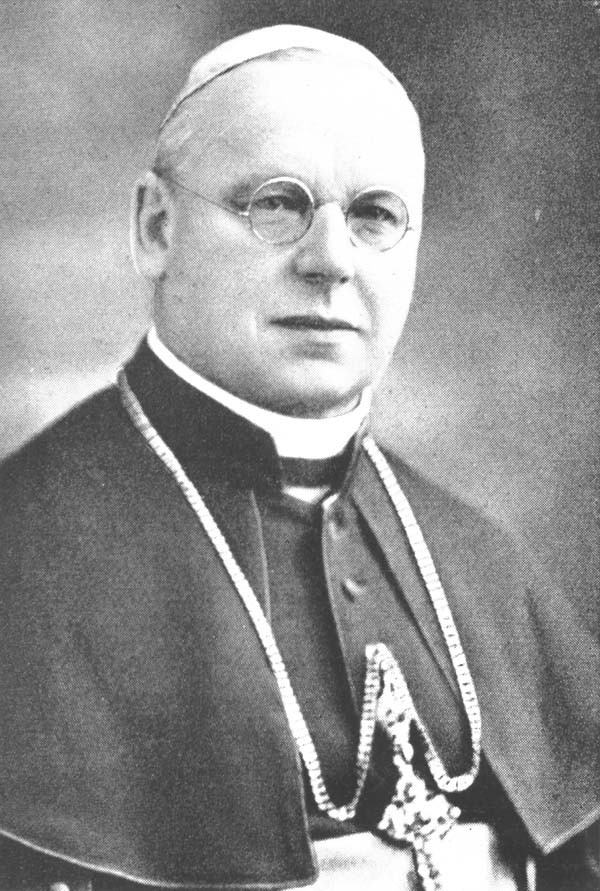
Matthias Ehrenfried, 1935

Matthias Ehrenfried (* 3. August 1871 in Absberg; † 30. Mai 1948 in Rimpar) war ein deutscher Geistlicher und römisch-katholischer Bischof des Bistums Würzburg von 1924 bis 1948. Er wurde als „Widerstandsbischof“ gegen das nationalsozialistische Regime bekannt.

## Herkunft und Werdegang
Ehrenfried wurde als Sohn einer mittelfränkischen Bauernfamilie 1871 in Absberg bei Ellingen im heutigen Landkreis Weißenburg-Gunzenhausen im Bistum Eichstätt geboren und hatte elf Geschwister. 1892 machte er am Eichstätter Humanistischen Gymnasium, wo er in allen Fächern Klassenbester war, sein Abitur. Durch Initiative von Bischof Franz Leopold von Leonrod konnte er Theologie am von Jesuiten geleiteten Seminarium Collegium Germanicum et Hungaricum der Päpstlichen Universität Gregoriana in Rom studieren. Er wurde sowohl in Philosophie als auch in Theologie promoviert und erwarb das Bakkalaureat im Kirchenrecht. 1898 wurde er in Rom zum Priester geweiht. Seine erste seelsorgerische Tätigkeit führte ihn nach Hilpoltstein in seiner Heimatdiözese Eichstätt. 1900 erhielt er einen Lehrauftrag für Dogmatik am Lyzeum in Eichstätt, der heutigen Katholischen Universität Eichstätt-Ingolstadt, 1906 wurde er dort an der Philosophisch-Theologischen Hochschule ordentlicher Professor für Neues Testament und Apologetik sowie später auch Homiletik.
Ehrenfried war seit 1901 Mitglied der katholischen Studentenverbindung Academia Eichstätt, später KStV Rheno-Frankonia im KV, sowie der katholischen Studentenverbindungen KDStV Franco-Raetia Würzburg, KDStV Gothia Würzburg und KDStV Markomannia Würzburg im Cartellverband (CV). Zudem war seit dem Wintersemester 1924/25 Ehrenmitglied der KBStV Rhaetia München.
Während seiner Zeit als Hochschullehrer predigte er aushilfsweise in vielen Pfarreien, hielt Volksmissionen und redigierte Die christliche Schule sowie andere Zeitschriften.

## Bischof von Würzburg
Am 1. Oktober 1924 wurde Ehrenfried von Papst Pius XI. zum Bischof von Würzburg ernannt und am 1. Dezember wurde er im Dom zu Würzburg geweiht. Als Bischof von Würzburg bezog er als Wohnung und Amtssitz den ehemaligen Domherrnhof Conti.

### Ausbau der Diözese
Während seiner Amtszeit wurden im Bistum Würzburg rund 100 Kirchen gebaut oder erweitert, die Seelsorge der ständig wachsenden Stadt weiter ausgebaut und circa 1000 Priester geweiht. Zu den von ihm geweihten Kirchen gehören die Klosterkirche von Mariannhill (1929), im Frauenland 1937 das Gotteshaus Unsere Liebe Frau sowie 1935 die Zellerauer Kirche Heilig-Kreuz. Zur Vertiefung des Glaubens von Priestern und Gläubigen ließ er 1926 das Exerzitienhaus im Kloster Himmelspforten errichten. Am 12. April 1931 berief er eine Diözesansynode ein, die neben der Zukunft der Konfessionsschule unter anderem auch die Realisierung der von dem Papst Pius XI. begründeten Katholischen Aktion zum Thema hatte. Seine Anteilnahme an der Arbeitslosigkeit und die Beschäftigung mit der Sozialen Frage zeigt sein Fastenhirtenbrief von 1931, der die Arbeiterfrage im Lichte des Christentums zum Inhalt hat.

### Widerstand gegen den Nationalsozialismus im Bistum Würzburg
Ehrenfried war ein entschiedener Gegner der Nationalsozialisten, der auch offen Kritik äußerte. Bereits mit der Machtergreifung 1933 begannen im Bistum Würzburg die Spannungen zwischen der Kirche und Nationalsozialisten. Erste Priester wurden noch 1933 in Schutzhaft genommen, und besonders Leute der SA, teils in Zivil, machten in öffentlichkeitswirksamen Aktionen gezielt über Jahre hinweg Stimmung gegen den Bischof, der sich auch nach der Machtergreifung in Stellungnahmen gegen den Nationalsozialismus äußerte. Im April 1934 erfolgte zweimal ein Sturm auf das bischöfliche Palais (Auch am 3. März 1938 organisierte die NSDAP eine Demonstration vor dem Palais). Als durch den Rektor Johannes Reinmöller am 15. November 1935 die Katholisch-Theologische Fakultät geschlossen wurde, protestierte Ehrenfried. Zu seinen Unterstützern gehörte der Dompfarrer Heinrich Leier (1876–1948), Schriftleiter des Fränkischen Volksblatts (erschienen im Echter-Verlag) und ebenfalls ein Gegner der Nationalsozialisten, der bereits 1933 in sogenannter Schutzhaft saß. Der Bischof bezog selbst öffentlich Stellung, z. B. im Schriftverkehr mit dem Berliner Leiter der katholisch-theologischen Reichsfachschaft Karlheinz Goldmann und in mehreren Hirtenbriefen von 1937 bis 1939. In den folgenden Jahren nahm der Druck der Nationalsozialisten, insbesondere von dem Gauleiter Otto Hellmuth, der Ehrenfried als „Störenfried“ bezeichnete, ausgehend weiter zu. Sie stenografierten die Predigten des Bischofs mit und bedienten sich vor allem der Justiz, um Priester weiter in ihren Rechten einzuschränken, was sich über Schulverbote, Redeverbote bis hin zu Gefängnisstrafen erstreckte. Trotz aller Hindernisse ließ sich die katholische Kirche Würzburgs unter Ehrenfried nicht aus dem öffentlichen Leben verdrängen und erreichte 1936 sogar eine Belebung und Neuorganisation der Kiliansoktav und der Kilianswallfahrt.
Im Klostersturm 1941 wurden in der Abtei Münsterschwarzach vom SD und der Gestapo angeblich staatsfeindliche Schriften gefunden, was den gewünschten Anlass zur Schließung des Klosters bot. Die Schließung rief Protestdemonstrationen in der Bevölkerung hervor. Viele Priester bezahlten ihren Widerstand gegen den totalitären Staatsapparat u. a. im KZ Dachau mit ihrem Leben.

Allerdings äußerte sich Ehrenfried 1939 auch mit folgenden Worten zum Krieg: 

„Da drängt es mich, euch zum Gottvertrauen und zur hingebenden Treue zum Vaterlande aufzurufen. Die Soldaten erfüllen ihre Pflicht gegen Führer und Vaterland opferwilligst mit dem Einsatz ihrer ganzen Persönlichkeit gemäß den Mahnungen der Heiligen Schrift. Mögen sie hinausziehen ins Feld im Vertrauen auf Gott und unserer Erlöser Jesus Christus.“

### Nachkriegszeit, Lebensende und Ehrungen

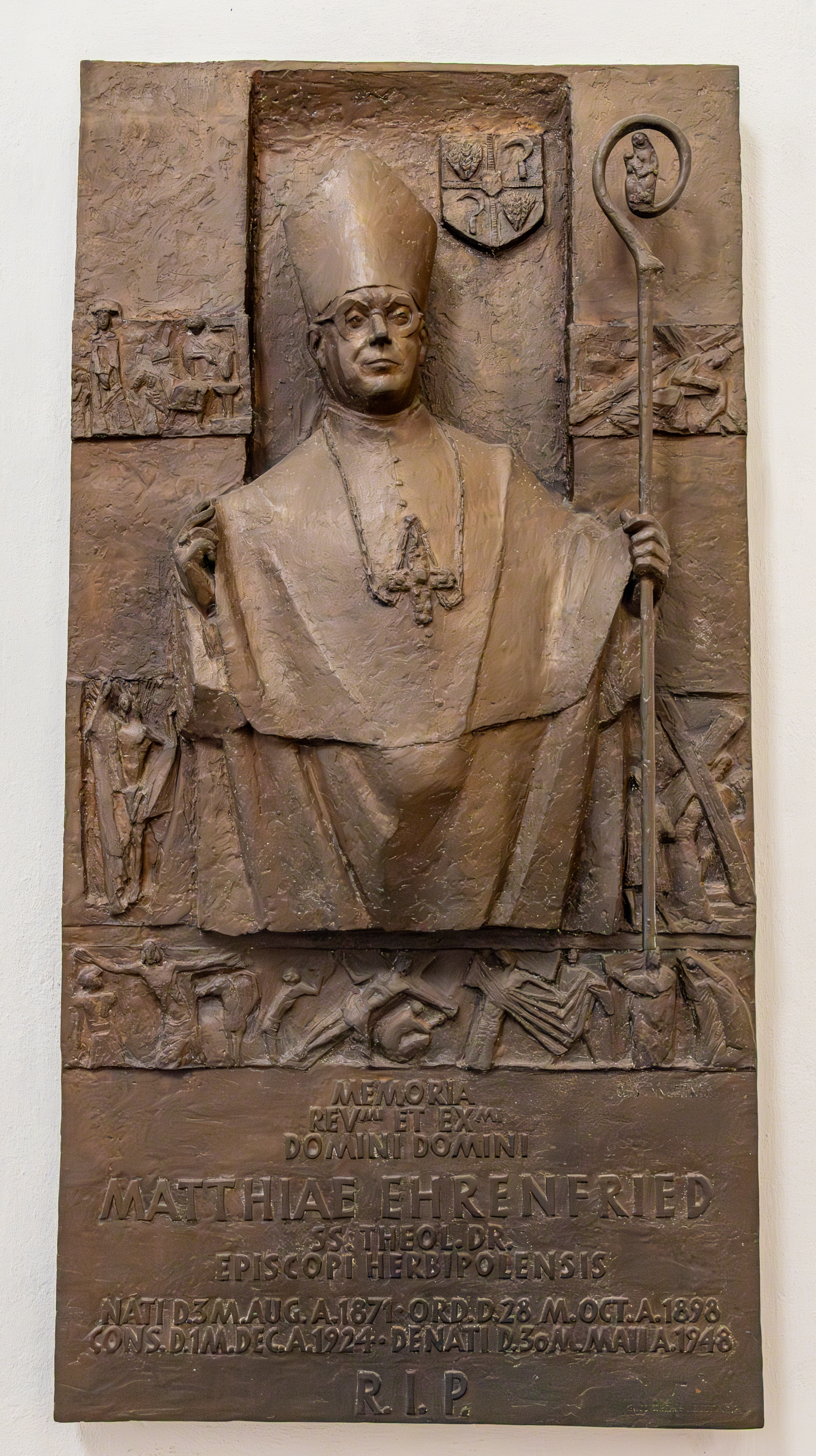
Denkmal für Bischof Matthias Ehrenfried im Würzburger Dom.

Seinen ersten „freien“ Hirtenbrief seit 1933 schrieb Ehrenfried am 13. Mai 1945 als Hirtenbrief der neuen Zeit, worin er ohne Verbitterung seinen Willen zum Mitwirken am Wiederaufbau der beim Bombenangriff im März 1945 (nach dem das Domkapitel zunächst im Mutterhaus der Oberzeller Schwestern Aufnahme fand) weitgehend zerstörten Stadt Würzburg formulierte, ähnlich wie in einer Predigt, die er am 20. Mai an die Würzburger Bevölkerung richtete. In einem Hirtenwort für die Flüchtlinge und die Caritas rief er am 8. September 1946 zur Hilfe für Flüchtlinge, Umgesiedelte, Ausgebombte und Arme auf. Auch gegenüber der amerikanischen Militärregierung machte er, um kirchliche Einrichtungen, Schulen, die Universität und die Bevölkerung zu unterstützen, seinen Einfluss geltend.
Am 30. Mai 1948 starb der Bischof in Rimpar im Behelfskrankenhaus (die 1944 dem Juliusspital als Ausweichkrankenhaus zugewiesene Volksschule) des ausgelagerten Juliusspitals. Sein Leichnam wurde nach Würzburg überführt und nach einem großen, vom Kardinal Michael von Faulhaber angeführten, von der Hofkirche ausgehenden Trauerzug beigesetzt. Da der Würzburger Dom noch ruiniert war, fand er seine letzte Ruhestätte in der Neumünstergruft (der „Kiliansgruft“ des Kollegiatstifts Neumünster), nahe den Gebeinen der von ihm verehrten Frankenapostel.
Mit einem Brief vom 3. Juni 1948 kondolierte David Rosenbaum, der Vorstand der Israelitischen Gemeinde in Würzburg, dem Domkapitel und zeigte in seinen Ehrenfried anerkennenden Worten auch Dankbarkeit für dessen, „noch auf dem Krankenlager“ geäußerte, Verurteilung der Schändung israelitischer Friedhöfe.
In Würzburg sind eine Straße (südlich im Stadtteil Keesburg auf der Sieboldshöhe, wo sich die Kirche St. Alfons befindet), sowie das Matthias-Ehrenfried-Haus, ein Mehrgenerationenhaus in der Bahnhofstraße neben dem Kollegiatstift Haug in kirchlicher Trägerschaft als Freizeit-, Begegnungs- und Bildungsstätte (auch katholisches Tagungszentrum), nach ihm benannt. In Rimpar trägt die damals umfunktionierte Schule, in der er verstarb, die heutige Grundschule, seinen Namen. In seinem Geburtsort Absberg ist eine Straße nach ihm benannt.

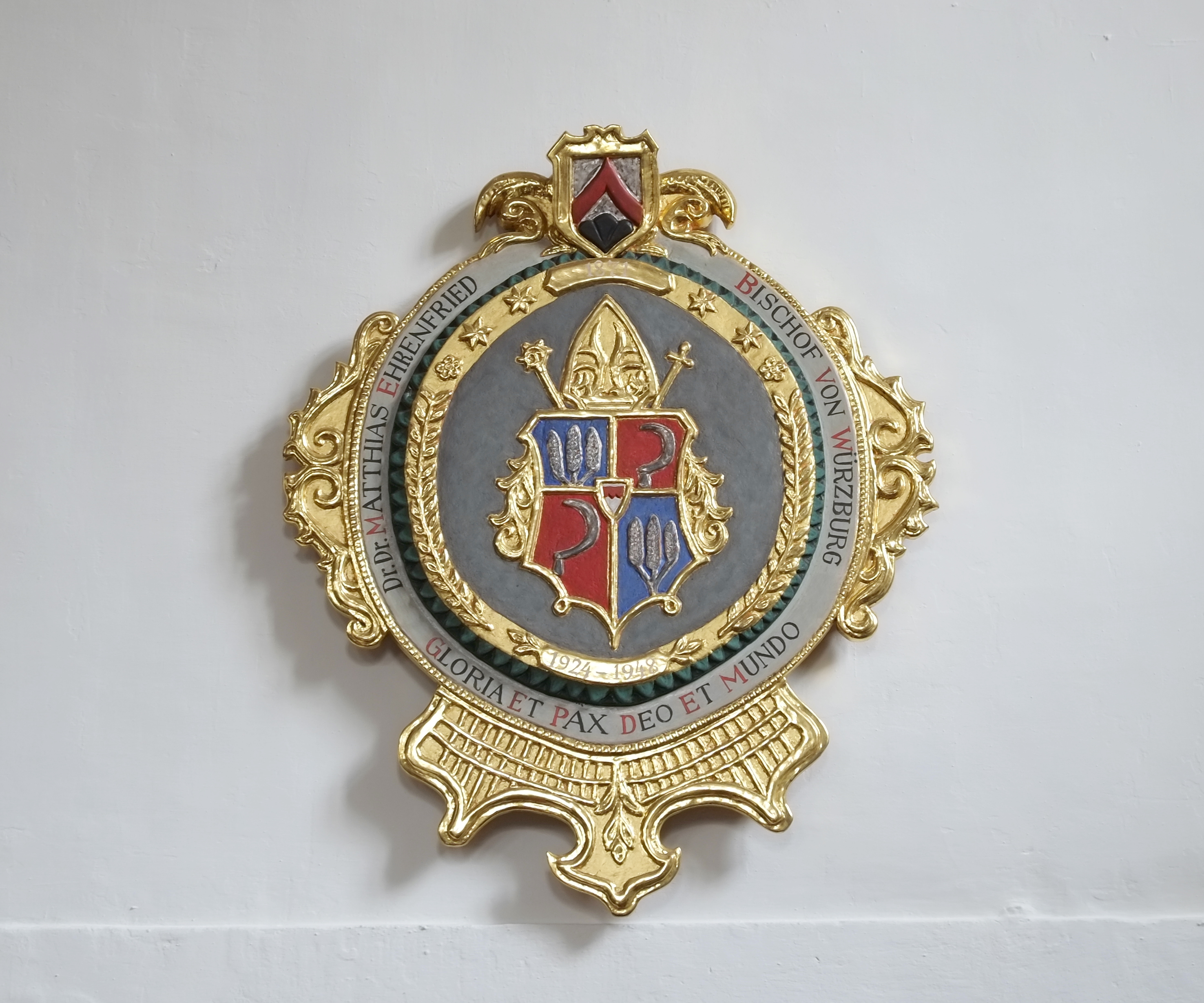
Wappenschmuckschild des Bischofs in der katholischen Schlosskirche von Absberg

## Bischofswappen
In seinem Bischofswappen bringt er seine Abstammung aus bäuerlichen Verhältnissen zum Ausdruck. Feld 1 und 4 drei silberne Ähren auf blauem Grund und Feld 2 und 3 auf rotem Grund eine Sichel.  
Sein Wahlspruch Gloria et pax Deo et mundo („Ehre und Friede für Gott und für die Welt“) für die „zeitgemäße Ausbreitung des Reiches Gottes“.